# Sessenheim
Ne doit pas être confondu avec Sassenheim ou Saasenheim.
Sessenheim [sɛsənaim]  est une commune française située dans la circonscription administrative du Bas-Rhin et, depuis le 1er janvier 2021, dans le territoire de la Collectivité européenne d'Alsace, en région Grand Est.
Cette commune se trouve dans la région historique et culturelle d'Alsace.
Sessenheim a acquis une certaine notoriété dans l'histoire de la littérature à la suite de l'idylle nouée de 1770 à 1771 entre Johann Wolfgang von Goethe alors étudiant en droit à l'Université de Strasbourg et Frédérique Brion, la fille du pasteur du village. Cette idylle est représentée par une gloriette restaurée se situant sur une butte aménagée aux abords de la commune. Au cœur du village à deux pas de la mairie, le musée Goethe à l'auberge Au Bœuf dédié à l'écrivain se trouve dans une salle annexe d'un restaurant.

## Géographie
La commune est constituée à l'origine de la paroisse de Sessenheim et de celle de Dengolsheim (Dängelse en alsacien), lieu-dit qui a donné son nom à l'actuel quartier de Dengolsheim au sud du village.
La commune est baignée par la Moder.

### Situation
Sessenheim se situe à :
- 30 km au nord de Strasbourg ;
- 14,5 km à l'est de Haguenau ;
- 3 km à l'ouest du Rhin ;
- 24 km au sud de Lauterbourg.

À vol d'oiseau, le village est à 414 km de Paris.
La commune française la plus éloignée est Urepel, située à 964,6 km.
La Moder coule au sud du village, à la limite de la commune de Dalhunden.
La localité se trouve sur la réserve naturelle régionale de Sessenheim Kreisleeren.
| Soufflenheim | Rountzenheim | Auenheim    |
| Soufflenheim | Sessenheim   | Stattmatten |
| Drusenheim   | Dalhunden    | Dalhunden   |

Les communes limitrophes sont : Stattmatten à 1,32 km, Auenheim à 2,17 km, Rountzenheim à 2,49 km, Dalhunden à 2,66 km, Soufflenheim à 3,72 km et Drusenheim à 4,66 km.

### Accès
Sessenheim est située sur l'axe Strasbourg - Lauterbourg qui longe le Rhin.
Le village est ainsi desservi par :
- la ligne ferroviaire Strasbourg-Lauterbourg du réseau TER Alsace ;
- l'autoroute des cigognes A35 ;
- la départementale D 468 qui suit le Rhin de Bâle à Lauterbourg.

Le village est une étape sur la Véloroute Rhin EV 15 (1 320 km) qui relie la source du Rhin, située à Andermatt en Suisse, à son embouchure à Rotterdam.

### Hydrographie

#### Réseau hydrographique
La commune est dans le bassin versant du Rhin au sein du bassin Rhin-Meuse. Elle est drainée par la Moder et le ruisseau Landgraben,.
La Moder, d'une longueur de 82 km, prend sa source dans la commune de Zittersheim et se jette  dans le Rhin en rive gauche à Beinheim, après avoir traversé 29 communes. 

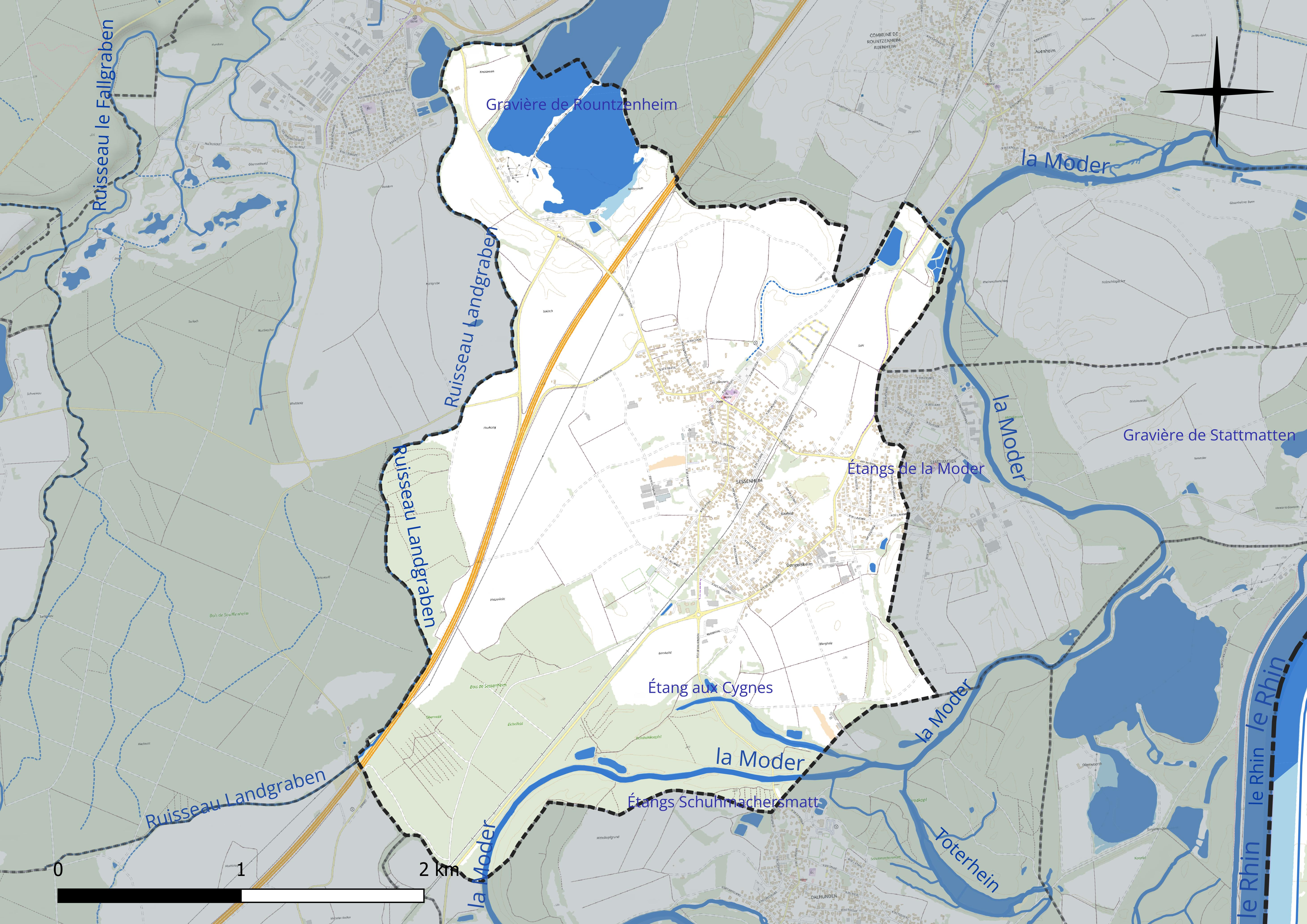
Réseau hydrographique de Sessenheim.

Deux plans d'eau complètent le réseau hydrographique : la gravière de Rountzenheim, d'une superficie totale de 72 ha (42,2 ha sur la commune) et l'étang aux Cygnes (0,3 ha),.

#### Gestion et qualité des eaux
Le territoire communal est couvert par le schéma d'aménagement et de gestion des eaux (SAGE) « Ill Nappe Rhin ». Ce document de planification concerne la nappe phréatique rhénane, les cours d'eau de la plaine d'Alsace et du piémont oriental du Sundgau, les canaux situés entre l'Ill et le Rhin et les zones humides de la plaine d'Alsace. Le périmètre s’étend sur 3 596 km2. Il a été approuvé le 17 janvier 2005. La structure porteuse de l'élaboration et de la mise en œuvre est la région Grand Est. 
La qualité des cours d’eau peut être consultée sur un site dédié géré par les agences de l’eau et l’Agence française pour la biodiversité. 

### Climat
Pour des articles plus généraux, voir Climat du Grand Est et Climat du Bas-Rhin.
En 2010, le climat de la commune est de type climat des marges montargnardes, selon une étude du Centre national de la recherche scientifique s'appuyant sur une série de données couvrant la période 1971-2000. En 2020, Météo-France publie une typologie des climats de la France métropolitaine dans laquelle la commune est exposée à un climat semi-continental et est dans la région climatique  Alsace, caractérisée par une pluviométrie faible, particulièrement en automne et en hiver, un été chaud et bien ensoleillé, une humidité de l’air basse au printemps et en été, des vents faibles et des brouillards fréquents en automne (25 à 30 jours). 
Pour la période 1971-2000, la température annuelle moyenne est de 10,8 °C, avec une amplitude thermique annuelle de 18,1 °C. Le cumul annuel moyen de précipitations est de 820 mm, avec 10,4 jours de précipitations en janvier et 10 jours en juillet. Pour la période 1991-2020, la température moyenne annuelle observée sur la station météorologique de Météo-France la plus proche, « Preuschdorf », sur la commune de Preuschdorf à 22 km à vol d'oiseau, est de 11,3 °C et le cumul annuel moyen de précipitations est de 834,2 mm. 
La température maximale relevée sur cette station est de 39,8 °C, atteinte le 4 juillet 2015 ; la température minimale est de −19,9 °C, atteinte le 8 janvier 1985,,. 
Les paramètres climatiques de la commune ont été estimés pour le milieu du siècle (2041-2070) selon différents scénarios d'émission de gaz à effet de serre à partir des nouvelles projections climatiques de référence DRIAS-2020. Ils sont consultables sur un site dédié publié par Météo-France en novembre 2022.

## Urbanisme

### Typologie
Au 1er janvier 2024, Sessenheim est catégorisée bourg rural, selon la nouvelle grille communale de densité à sept niveaux définie par l'Insee en 2022.
Elle appartient à l'unité urbaine de Sessenheim, une agglomération intra-départementale regroupant deux  communes, dont elle est ville-centre,,. Par ailleurs la commune fait partie de l'aire d'attraction de Strasbourg (partie française), dont elle est une commune de la couronne,. Cette aire, qui regroupe 268 communes, est catégorisée dans les aires de 700 000 habitants ou plus (hors Paris),.

### Occupation des sols
L'occupation des sols de la commune, telle qu'elle ressort de la base de données européenne d’occupation biophysique des sols Corine Land Cover (CLC), est marquée par l'importance des territoires agricoles (55,3 % en 2018), en diminution par rapport à 1990 (58,4 %). La répartition détaillée en 2018 est la suivante : terres arables (49 %), forêts (24,9 %), zones urbanisées (13,9 %), zones agricoles hétérogènes (6,3 %), eaux continentales (6 %). L'évolution de l’occupation des sols de la commune et de ses infrastructures peut être observée sur les différentes représentations cartographiques du territoire : la carte de Cassini (XVIIIe siècle), la carte d'état-major (1820-1866) et les cartes ou photos aériennes de l'IGN pour la période actuelle (1950 à aujourd'hui).

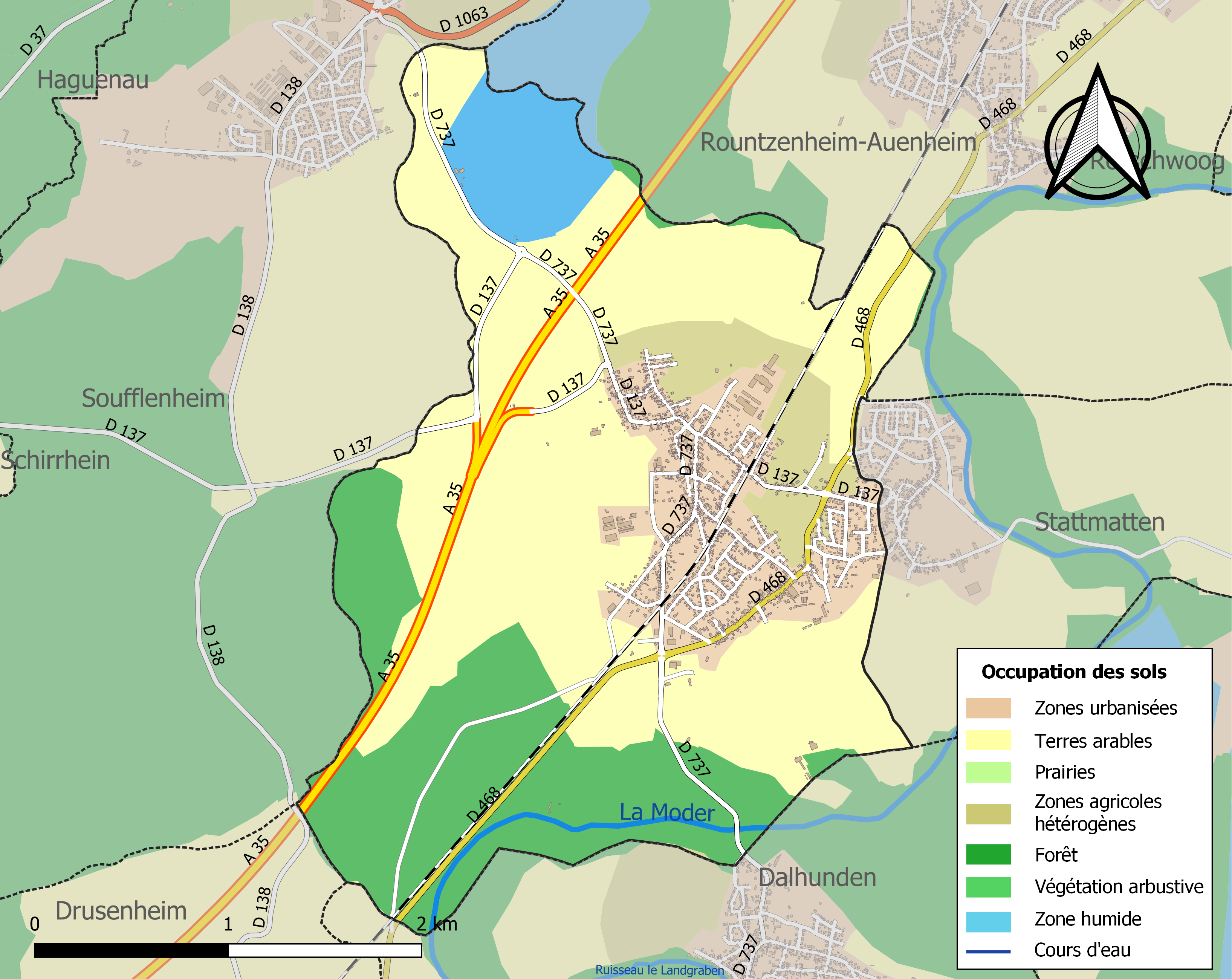
Carte des infrastructures et de l'occupation des sols de la commune en 2018 (CLC).

## Toponymie
Probablement nommé Sehsinheim à l'époque franque, le nom du village figure sous les noms de :
- Soessas dans la charte précaire de Hildefrid de 736[18] ;
- Sesinheim et Sechingast dans le testament de l'abbé Fulrad rédigé en 777[19] ;
- Sesenheim dans les œuvres de Goethe et lors de la période allemande 1871-1918.

Ernest Nègre explique ce toponyme par le nom du peuple saxon : Sachsen/Saechsen en allemand (NPAG, I, 194a) + -heim « foyer, village ».
En alsacien, Sessenheim se dit Sähsem localement et Sähsene selon la prononciation strasbourgeoise répandue grâce à la notoriété que Goethe a apportée au village.

## Histoire
En 2006, un four à chaux mérovingien est découvert. Le nom du village apparut pour la première fois dans une donation pour l´abbaye de Murbach en 737 (Reg.Als.no.128). Des biens ici posséda en 753 l´abbaye de Schwarzach (Reg.Als.185) et à partir de l´an 775 le monastère de Wissembourg (Trad.Wiz.055) aussi. En 1050, le pape Leo IX. mentionna "Sahsenheim" entre plusieurs communes d´Alsace, donations de l´abbée Berta pour le monastère de Mont-Sainte-Odile vers l´an 1045 (Reg.Imp.III.no.+847).
Le bourg appartenait à la seigneurie de Fleckenstein. Il figure dans des documents liés à l'abbaye de Schwarzach, Wissenbourg et Lièpvre. Le village était le chef-lieu de la prévôté du Rieth supérieur et son église était la mère-église de tout le canton.
Au début de la dernière guerre mondiale, la commune est évacuée dans la Haute-Vienne, à Bujaleuf. La population y séjourne pendant un an. Après la Bataille de France, les derniers évacués regagnent Sessenheim le 10 octobre 1940. Vers la fin des hostilités, la commune est durement éprouvée. Des combats féroces ont lieu dans les rues du village et aux alentours. Beaucoup de maisons sont détruites ou endommagées.

### Héraldique
| Blason de Sessenheim | Blason  | De sinople aux trois cygnes d'argent, becqués et membrés de sable, mal ordonnés. |
| Blason de Sessenheim | Détails |                                                                                  |

## Politique et administration

### Liste des maires

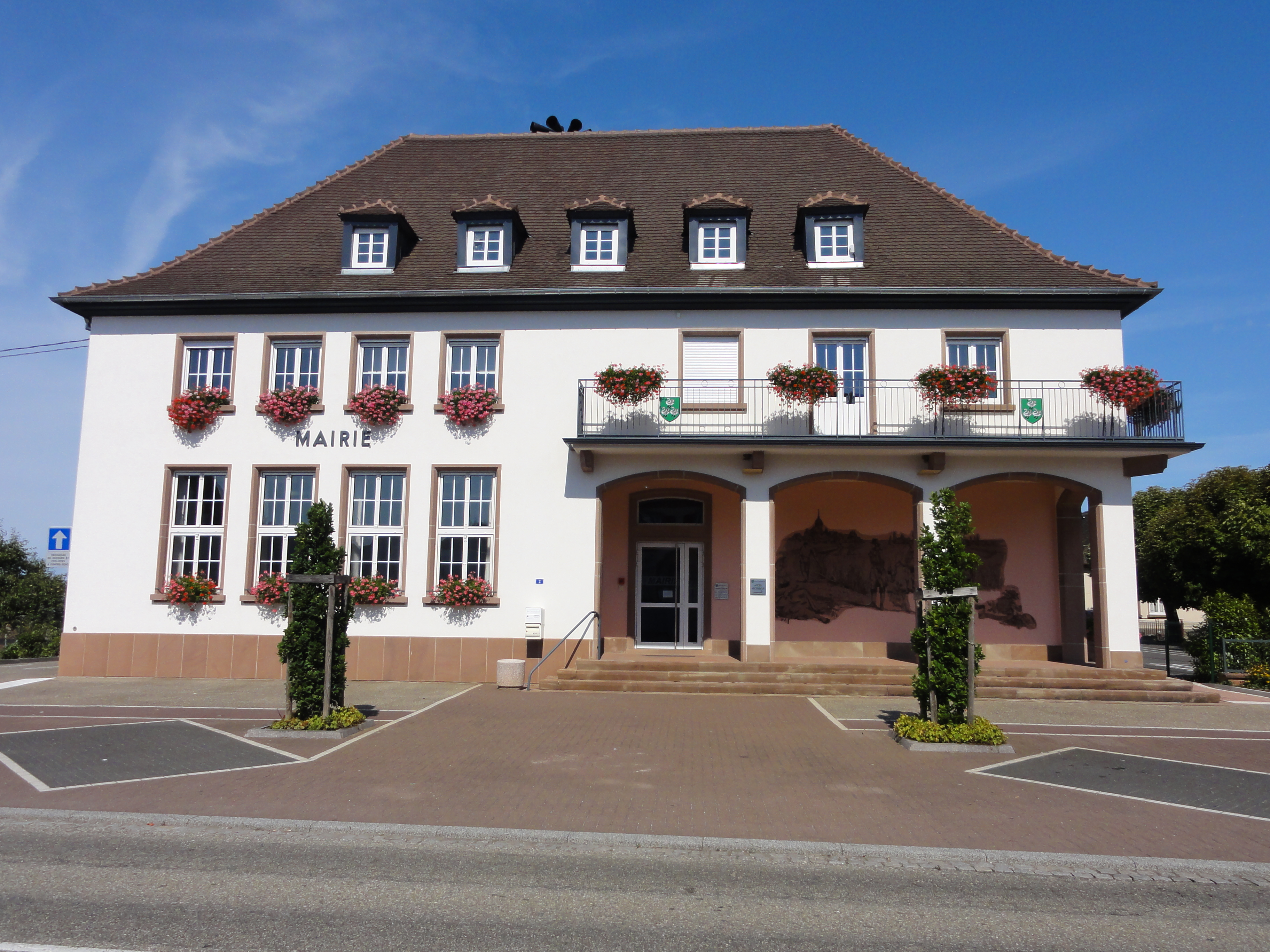
Mairie de Sessenheim.

| Période                                  | Période   | Identité                  | Étiquette             | Qualité |
| ---------------------------------------- | --------- | ------------------------- | --------------------- | --- |
| Les données manquantes sont à compléter. |           |                           |                       | |
| 1881                                     | 1918      | Georges Atzel (1846-1922) | Ind. (Lib.-dém. app.) | Grand propriétaire terrien Député de la seconde assemblée du Landtag (Circ. de Bischwiller) Conseiller d’arrondissement |
| Les données manquantes sont à compléter. |           |                           |                       | |
| mars 1971                                | mars 1983 | Charles Ullrich           |                       | |
| mars 1983                                | juin 1995 | Albert Koehlhoeffer       |                       | |
| juin 1995                                | mai 2020  | Robert Metz               | DVD                   | Directeur de CIO retraité Président de la CC Rhin-Moder (? → 2014) Vice-président de la CC du Pays Rhénan (2014 → 2020) |
| mai 2020                                 | En cours  | Raymond Riedinger         | SE                    | Chef d'entreprise retraité                                                                                              |

### Activités
En 2011, la commune de Sessenheim investit et construit un city stade avec une pelouse synthétique et un parc de jeu pour les plus jeunes.

### Jumelages
- Meißenheim (Allemagne) depuis le 19 juin 2013.

## Démographie
L'évolution du nombre d'habitants est connue à travers les recensements de la population effectués dans la commune depuis 1793. Pour les communes de moins de 10 000 habitants, une enquête de recensement portant sur toute la population est réalisée tous les cinq ans, les populations de référence des années intermédiaires étant quant à elles estimées par interpolation ou extrapolation. Pour la commune, le premier recensement exhaustif entrant dans le cadre du nouveau dispositif a été réalisé en 2006.

En 2022, la commune comptait 2 309 habitants, en évolution de +0,22 % par rapport à 2016 (Bas-Rhin : +3,17 %, France hors Mayotte : +2,11 %).
| 1793 | 1800 | 1806 | 1821  | 1831  | 1836  | 1841 | 1846  | 1851  |
| ---- | ---- | ---- | ----- | ----- | ----- | ---- | ----- | ----- |
| 860  | 734  | 772  | 1 052 | 1 097 | 1 047 | 978  | 1 066 | 1 029 |

| 1856 | 1861 | 1866 | 1871 | 1875 | 1880 | 1885  | 1890 | 1895  |
| ---- | ---- | ---- | ---- | ---- | ---- | ----- | ---- | ----- |
| 918  | 950  | 950  | 937  | 915  | 991  | 1 017 | 996  | 1 033 |

| 1900 | 1905  | 1910 | 1921 | 1926 | 1931  | 1936  | 1946  | 1954  |
| ---- | ----- | ---- | ---- | ---- | ----- | ----- | ----- | ----- |
| 989  | 1 002 | 979  | 951  | 965  | 1 015 | 1 020 | 1 017 | 1 087 |

| 1962  | 1968  | 1975  | 1982  | 1990  | 1999  | 2006  | 2011  | 2016  |
| ----- | ----- | ----- | ----- | ----- | ----- | ----- | ----- | ----- |
| 1 213 | 1 301 | 1 482 | 1 530 | 1 542 | 1 783 | 2 023 | 2 177 | 2 304 |

| 2021  | 2022  | - | - | - | - | - | - | - |
| ----- | ----- | - | - | - | - | - | - | - |
| 2 314 | 2 309 | - | - | - | - | - | - | - |

## Lieux et monuments
- Église protestante (1912).

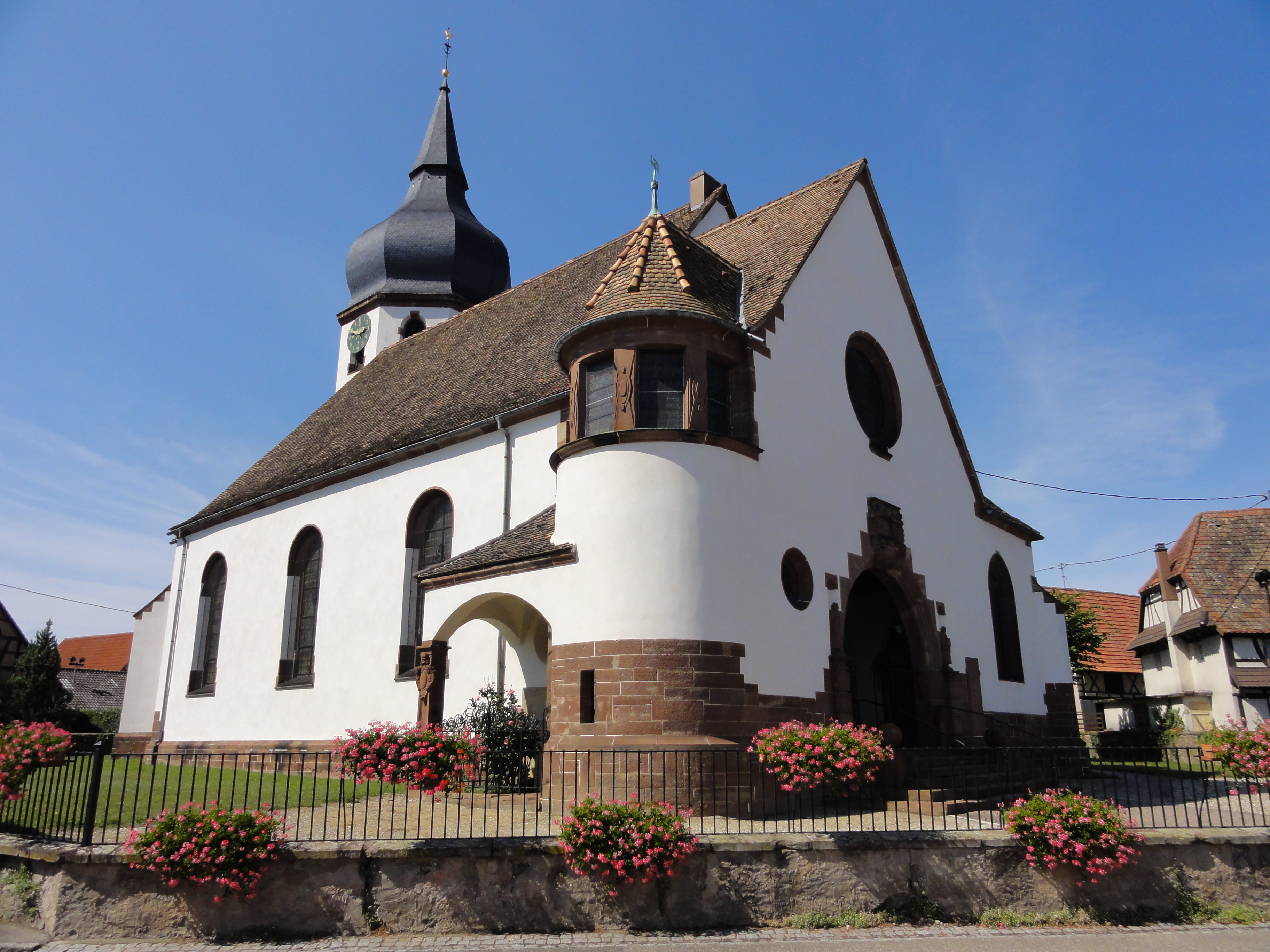
Église protestante (1912).
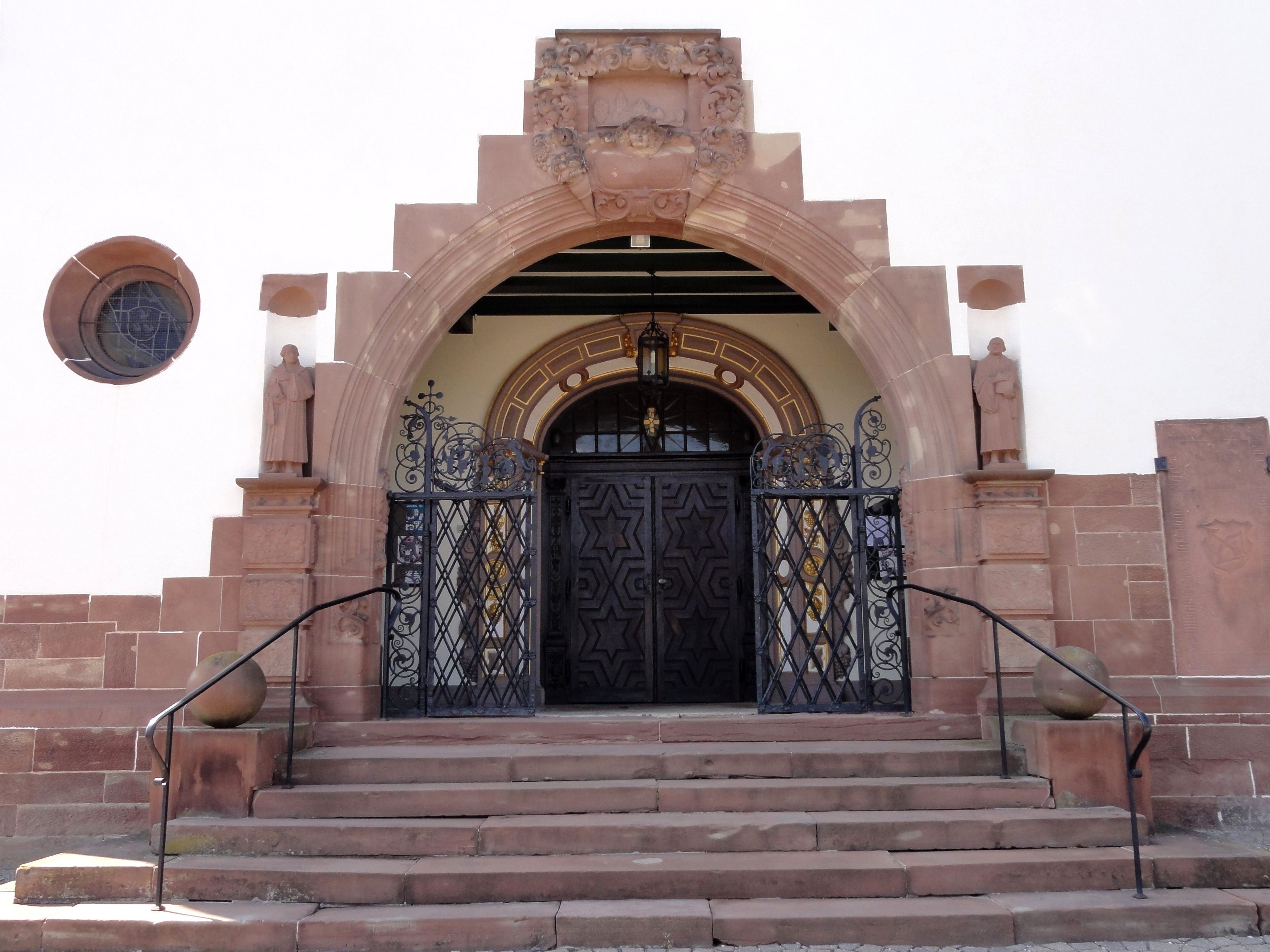
Porche de l'église protestante.
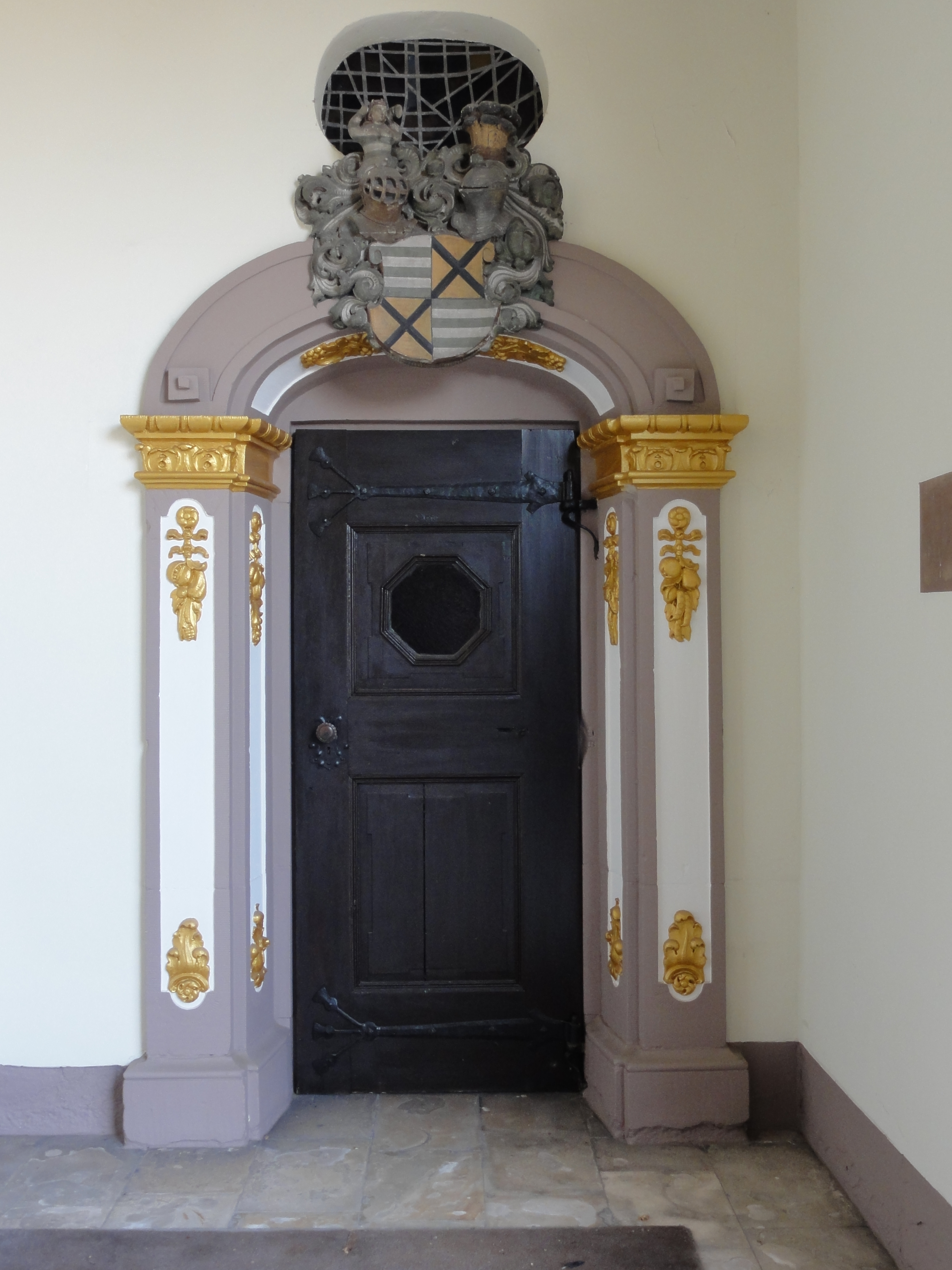
Porte d'entrée sous le porche.
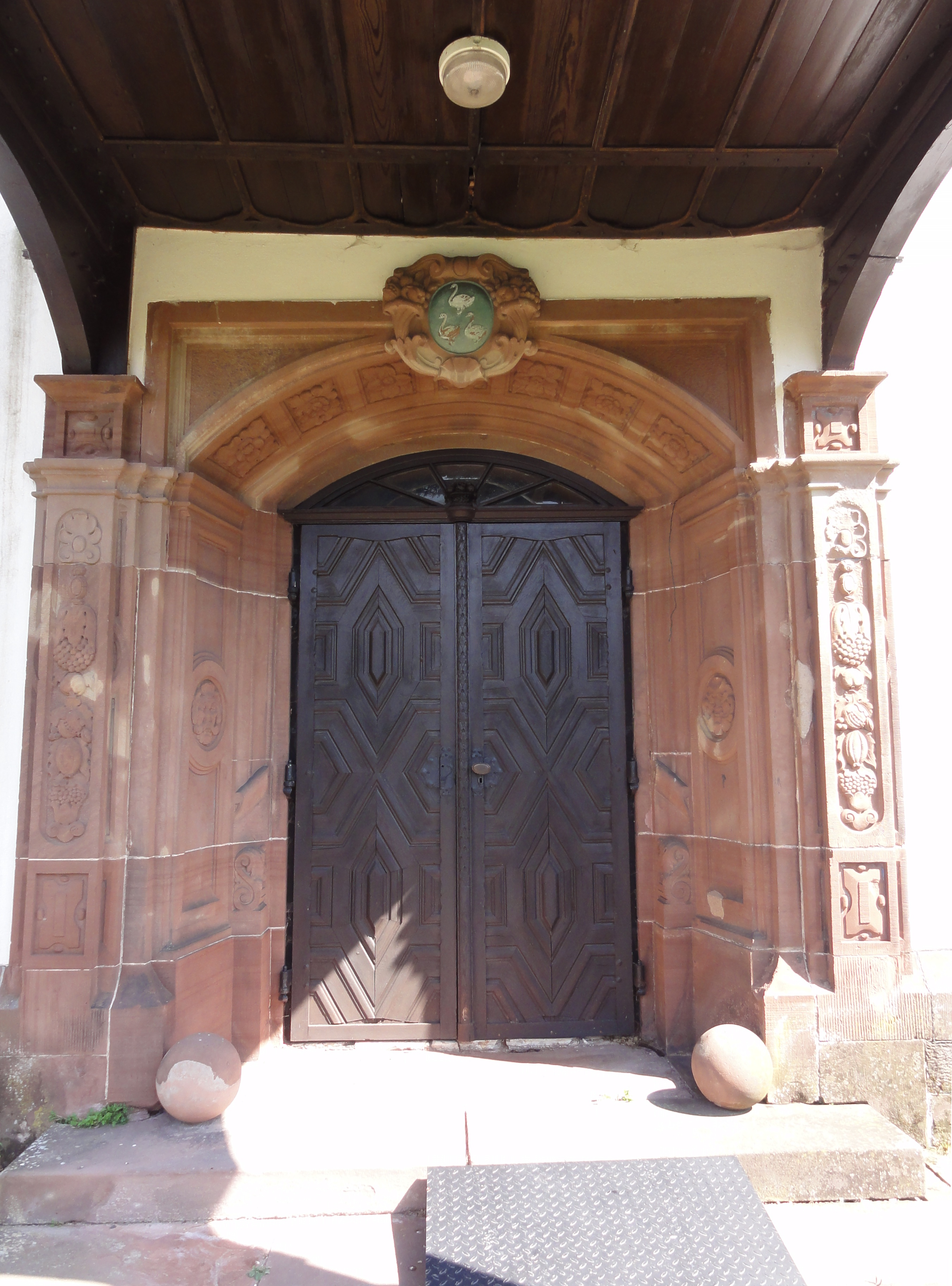
Porte d'entrée sous le porche.

- Église de la Nativité-de-la-Bienheureuse-Vierge-Marie (1912).

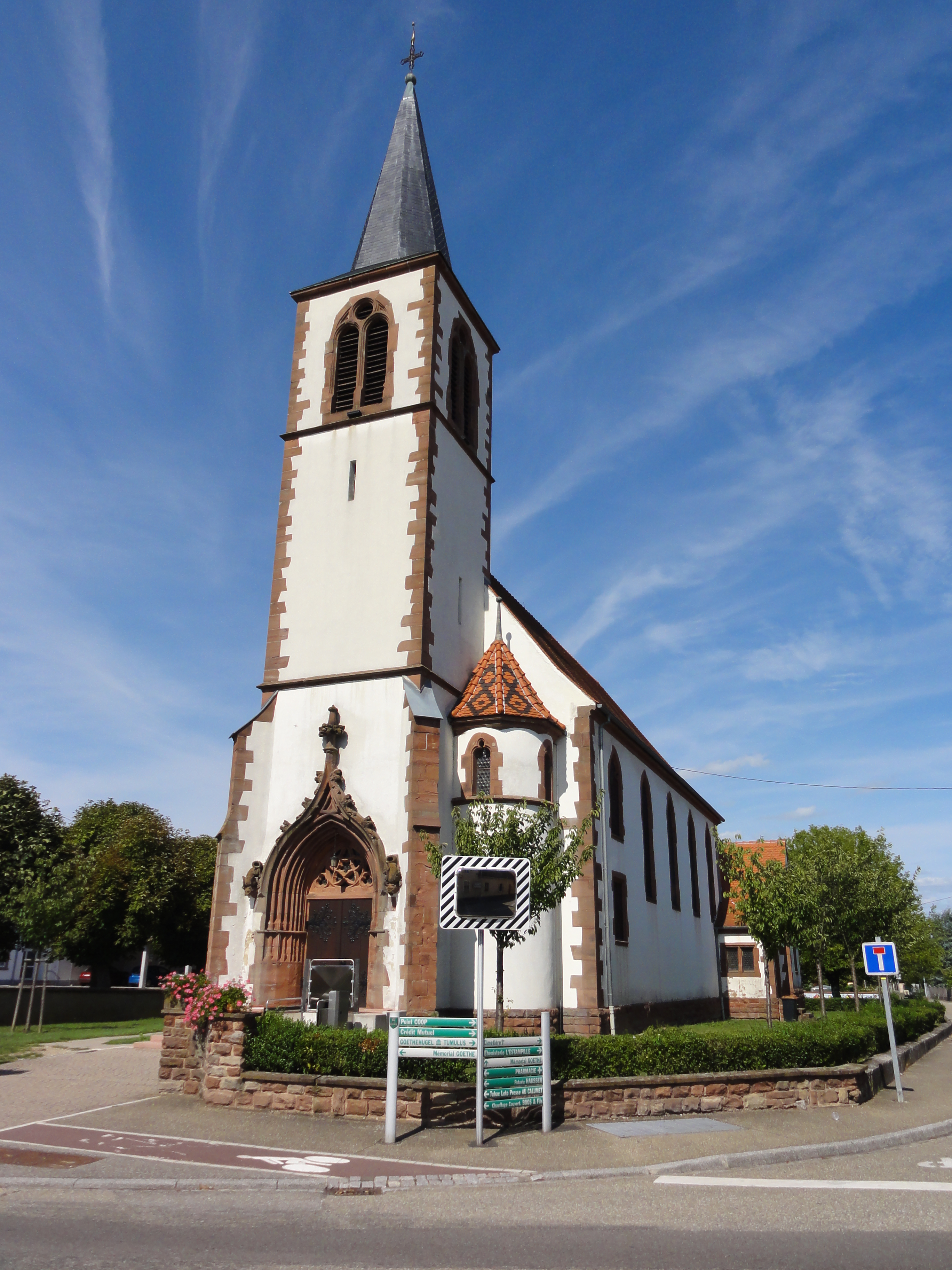
Église de la Nativité-de-la-Bienheureuse-Vierge-Marie.
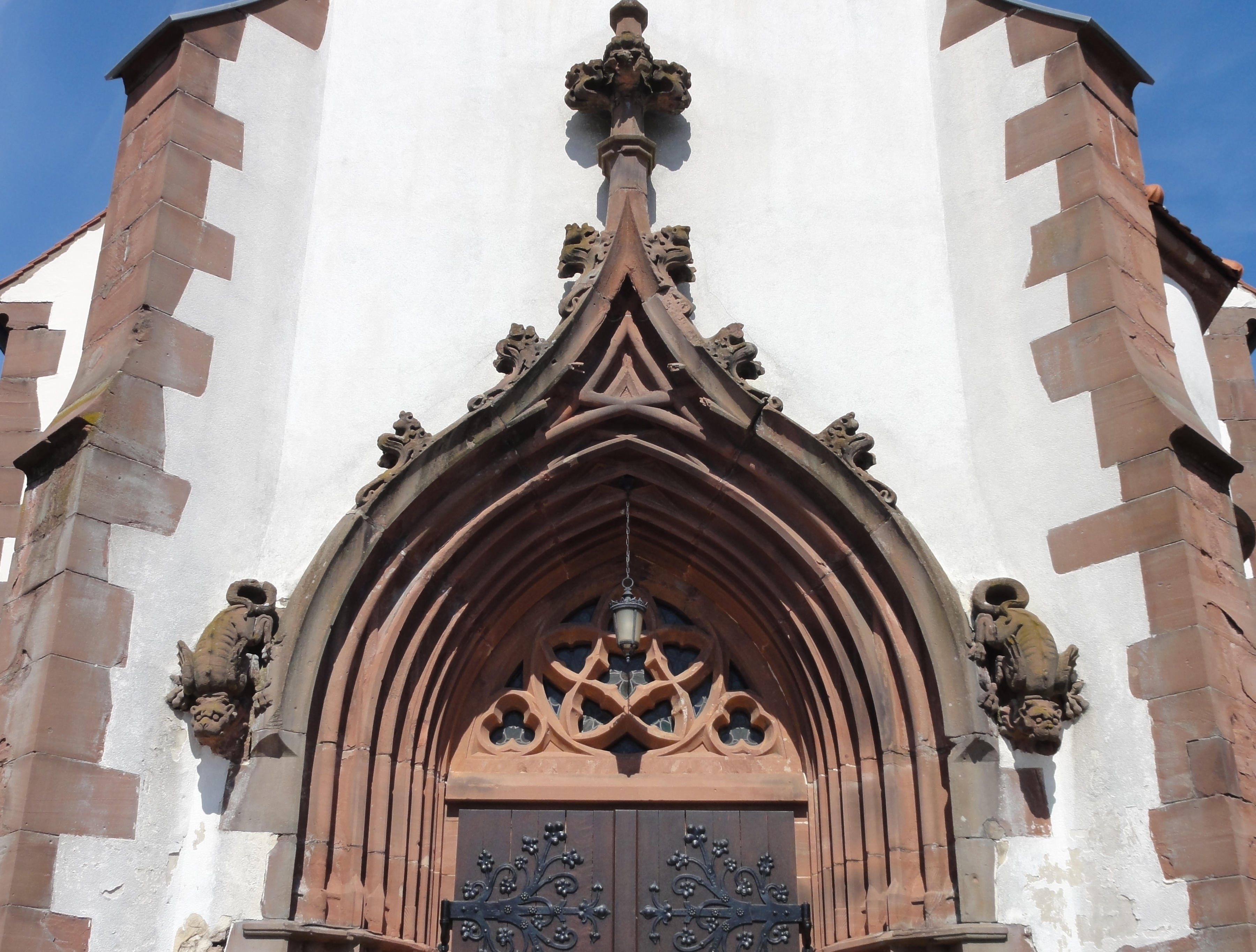
Partie supérieure du portail.
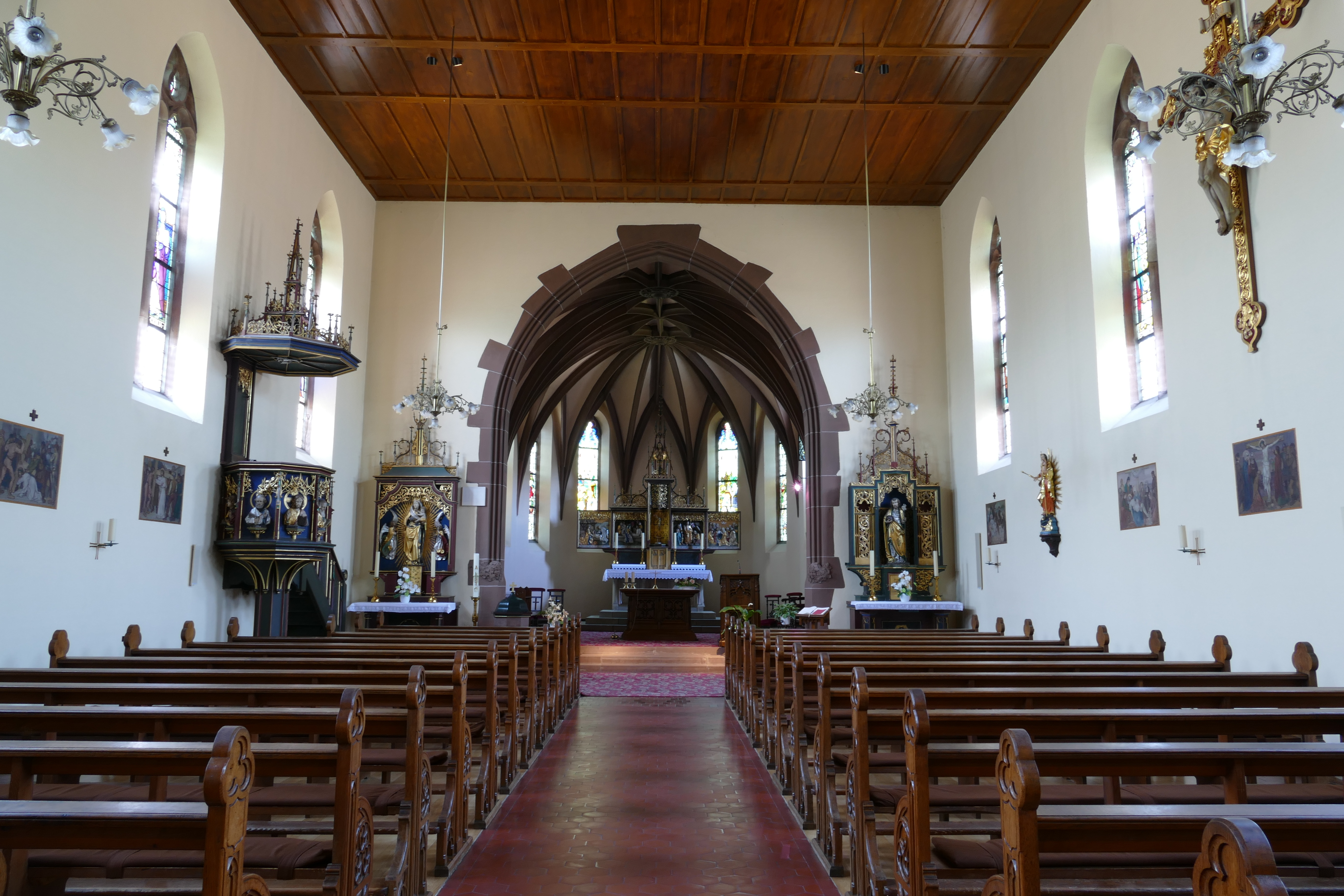
Vue intérieure de la nef vers le chœur.
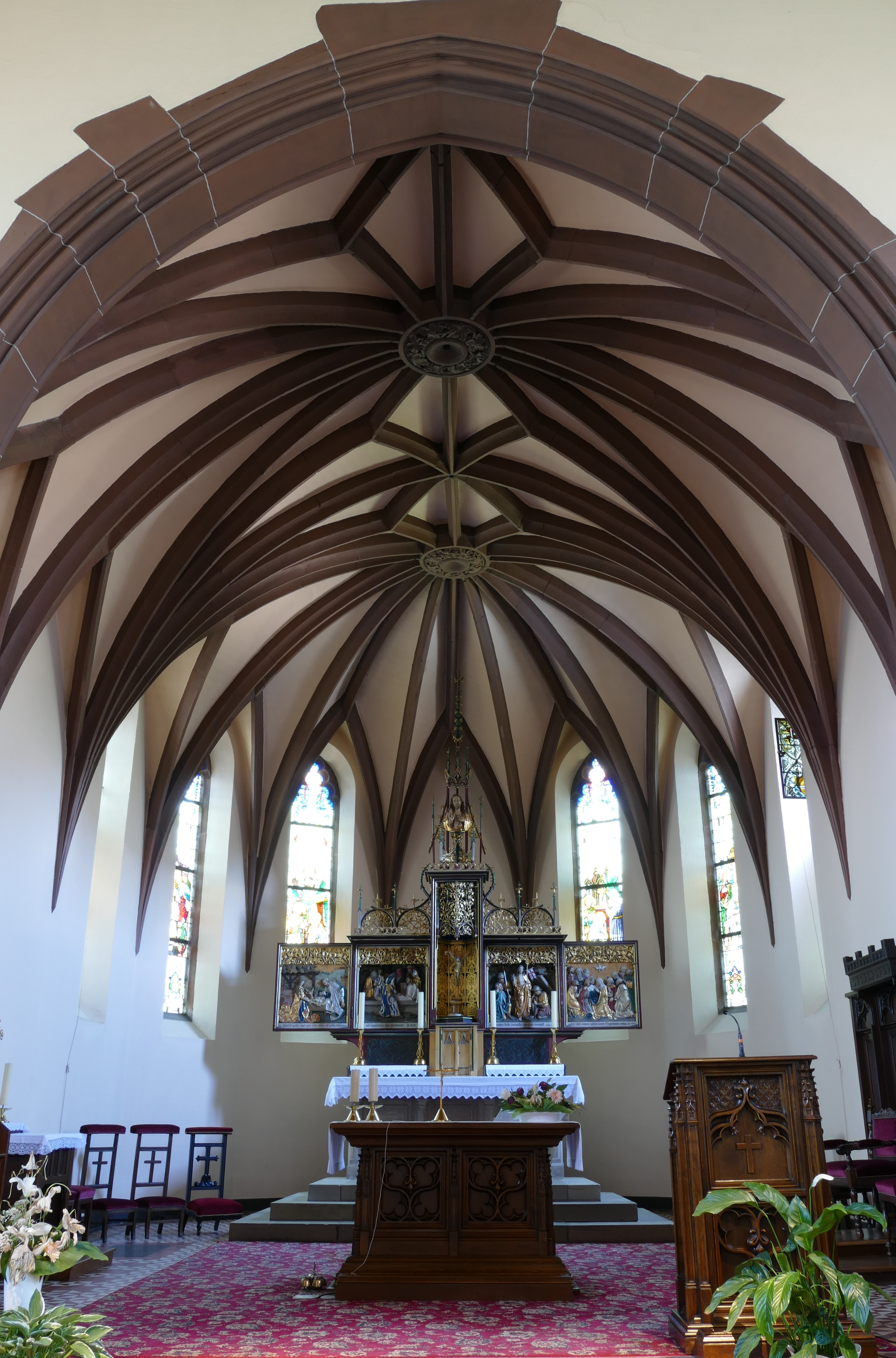
Architecture du chœur avec voûtes néo-gothiques.
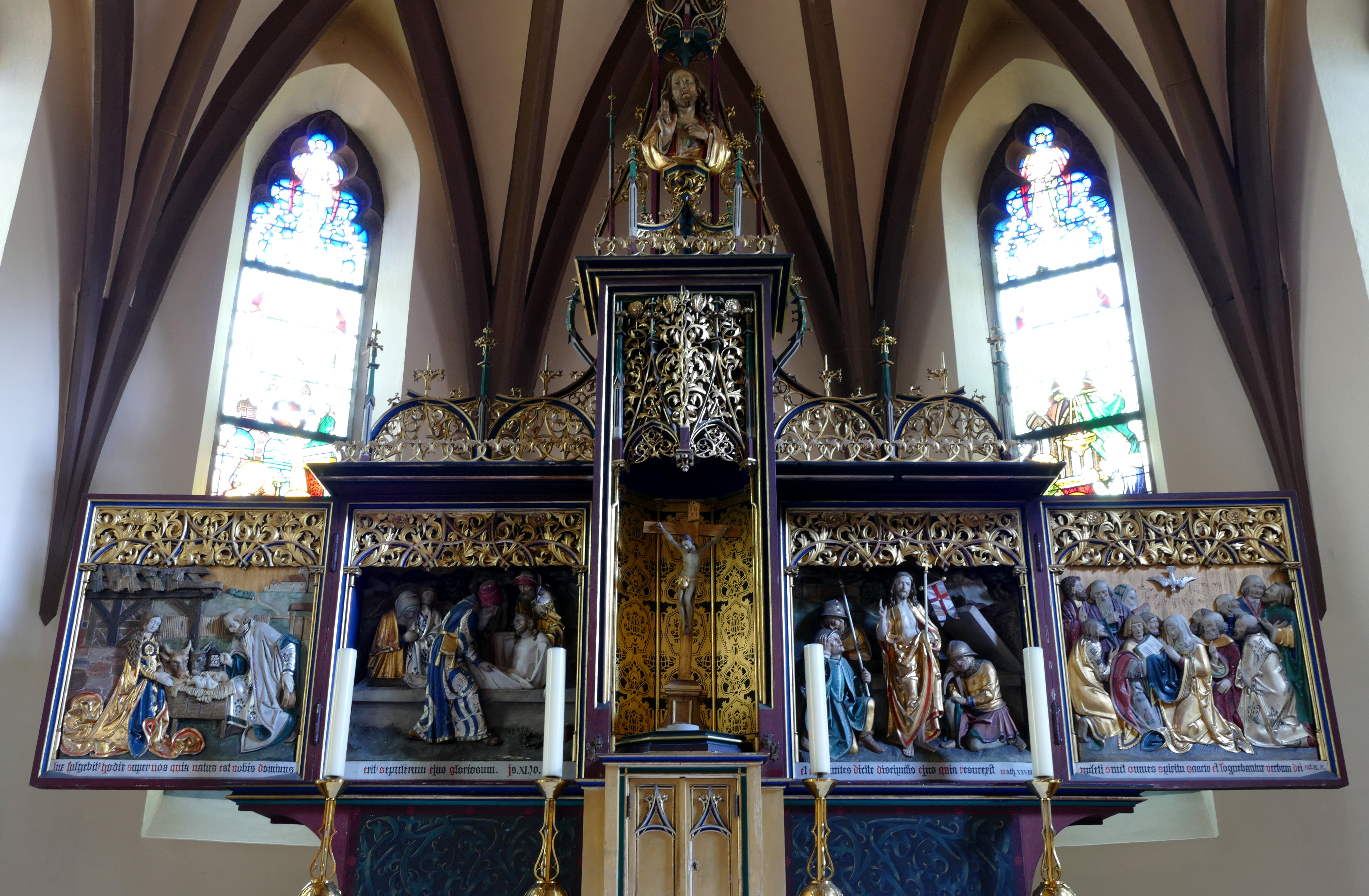
Maître-autel retable (1912).
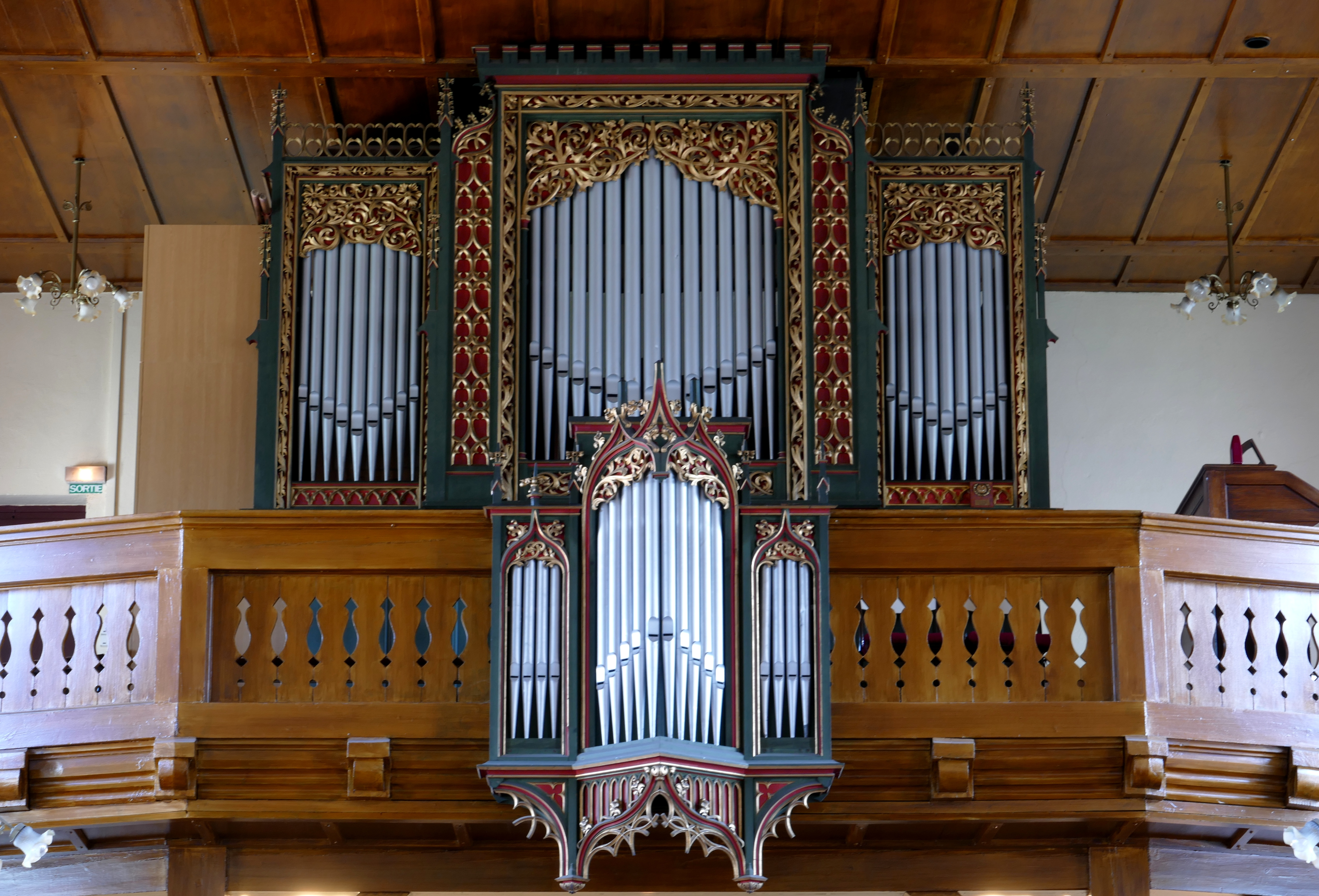
Orgue Rinckenbach (1912).

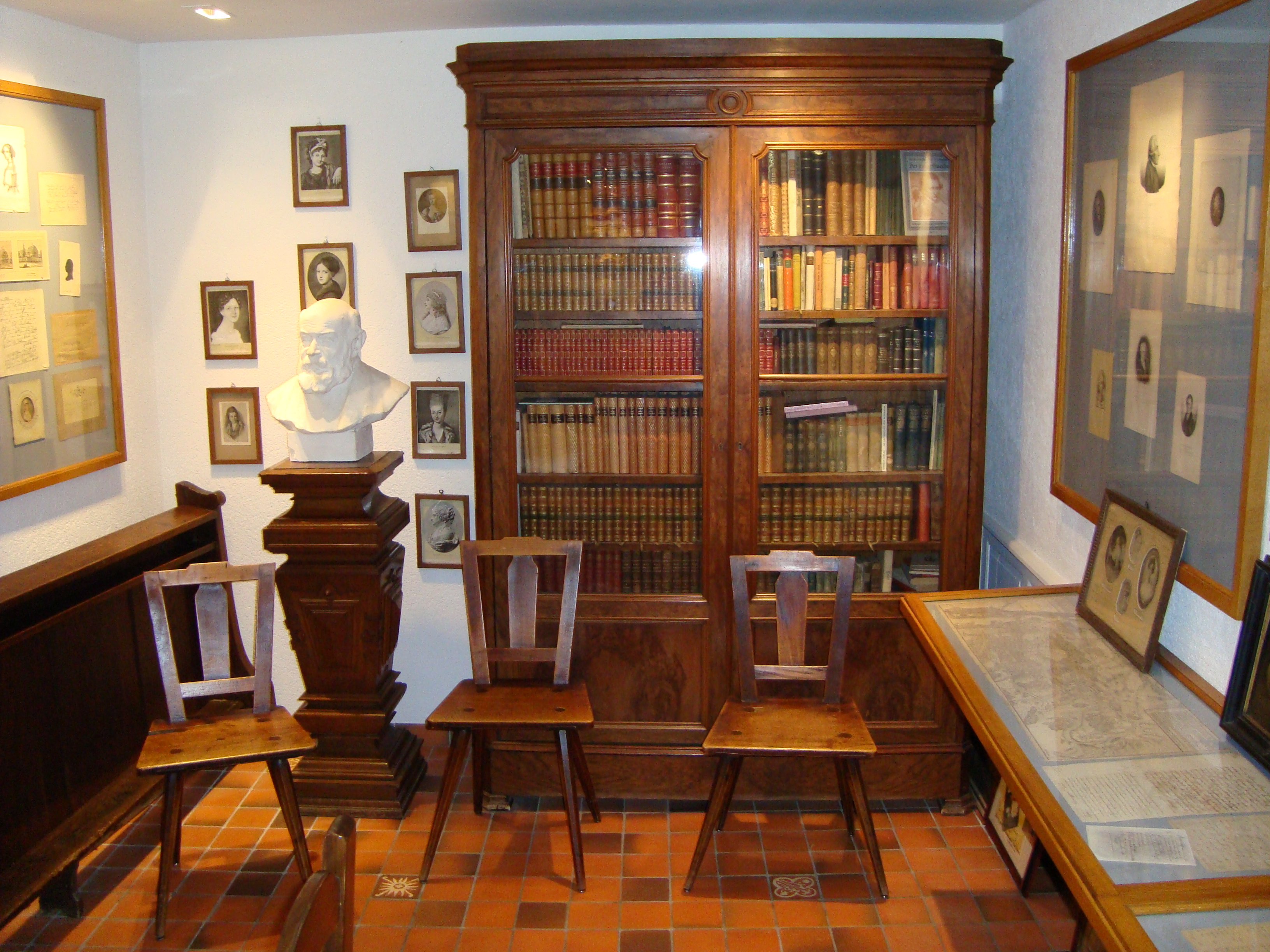
Musée Goethe à l'auberge Au Bœuf.
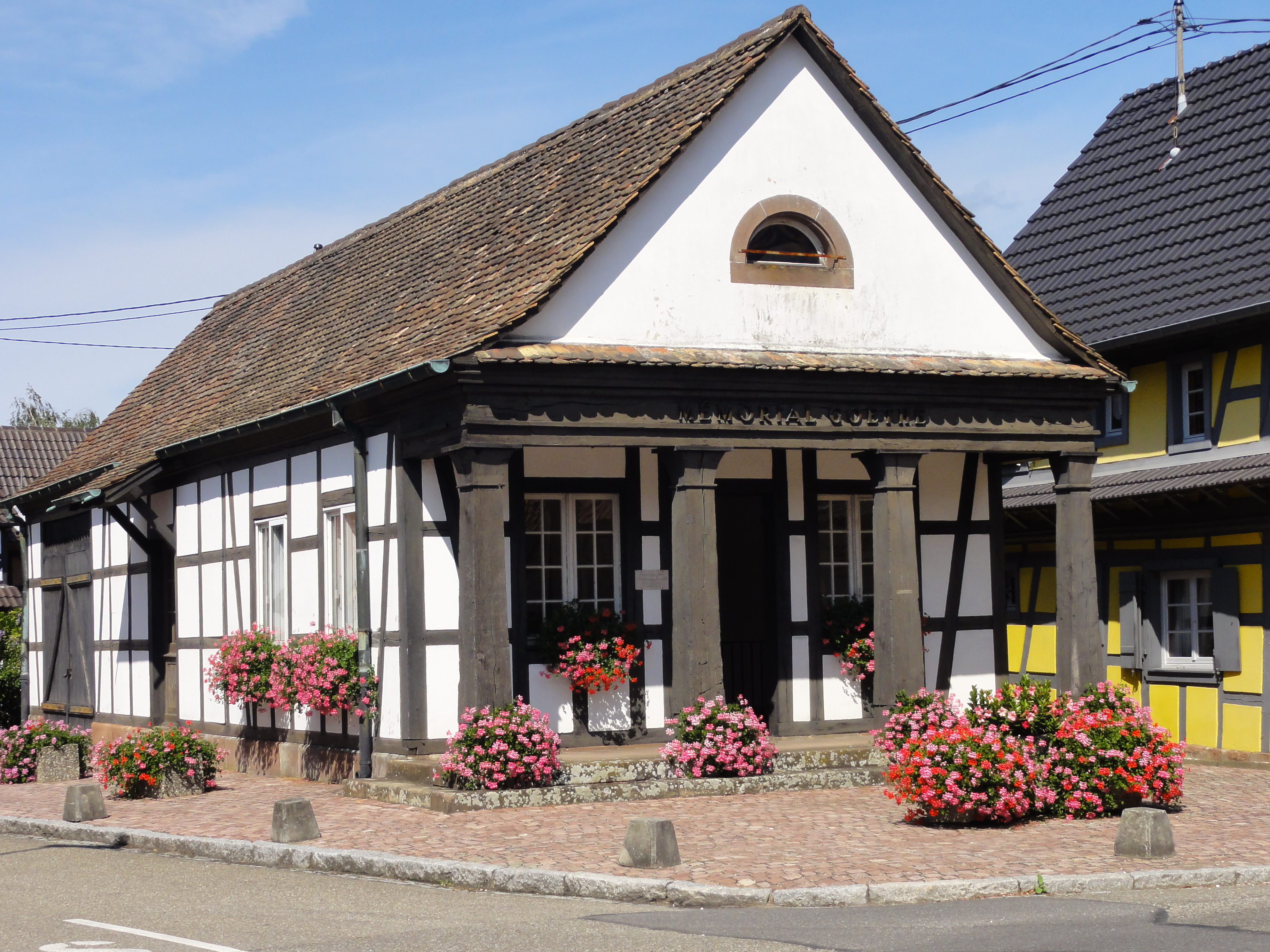
Ancien corps de garde (1820), mémorial Goethe, 3 rue Albert-Fuchs.
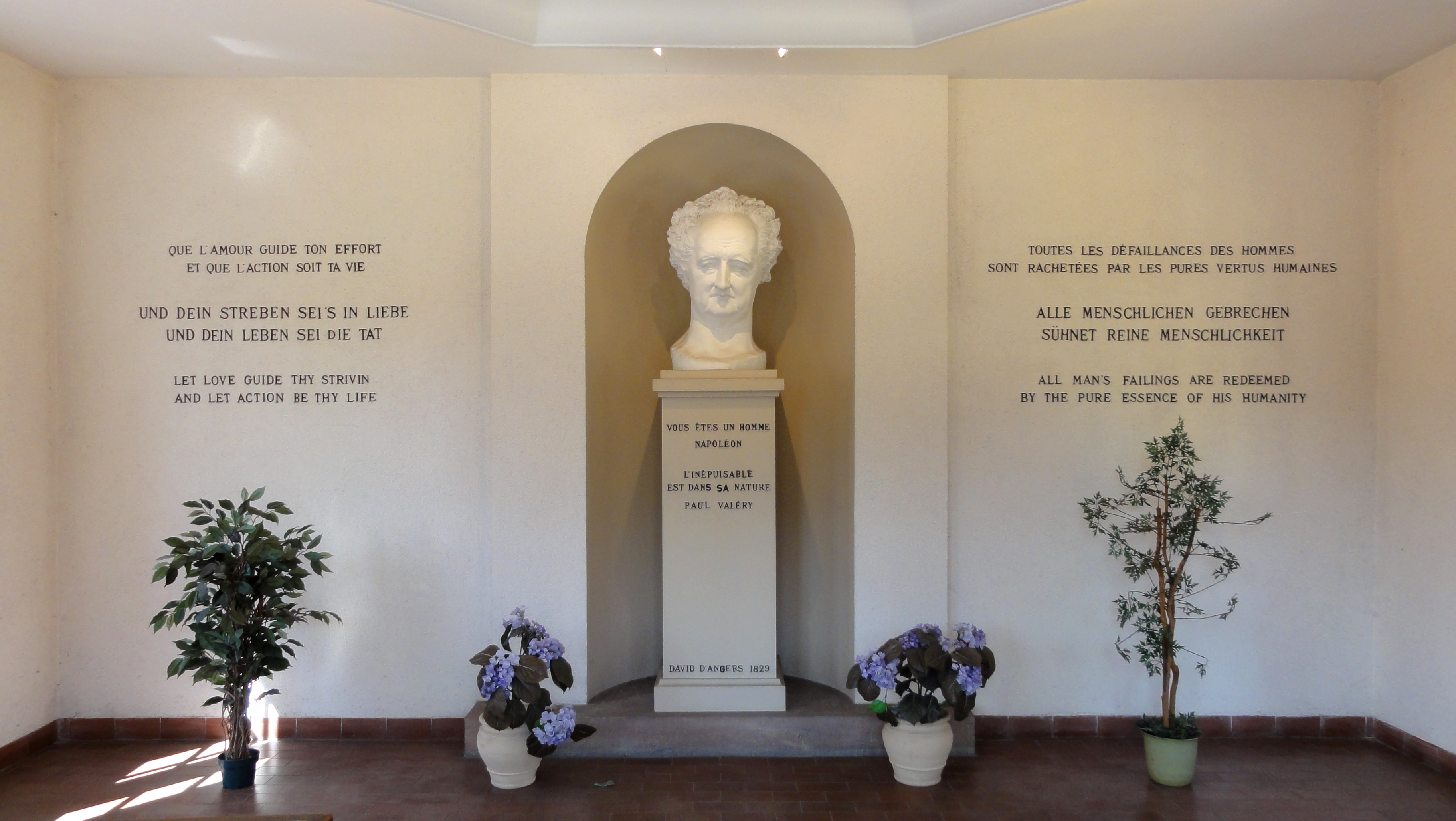
Buste de Goethe (David d'Angers, 1829).
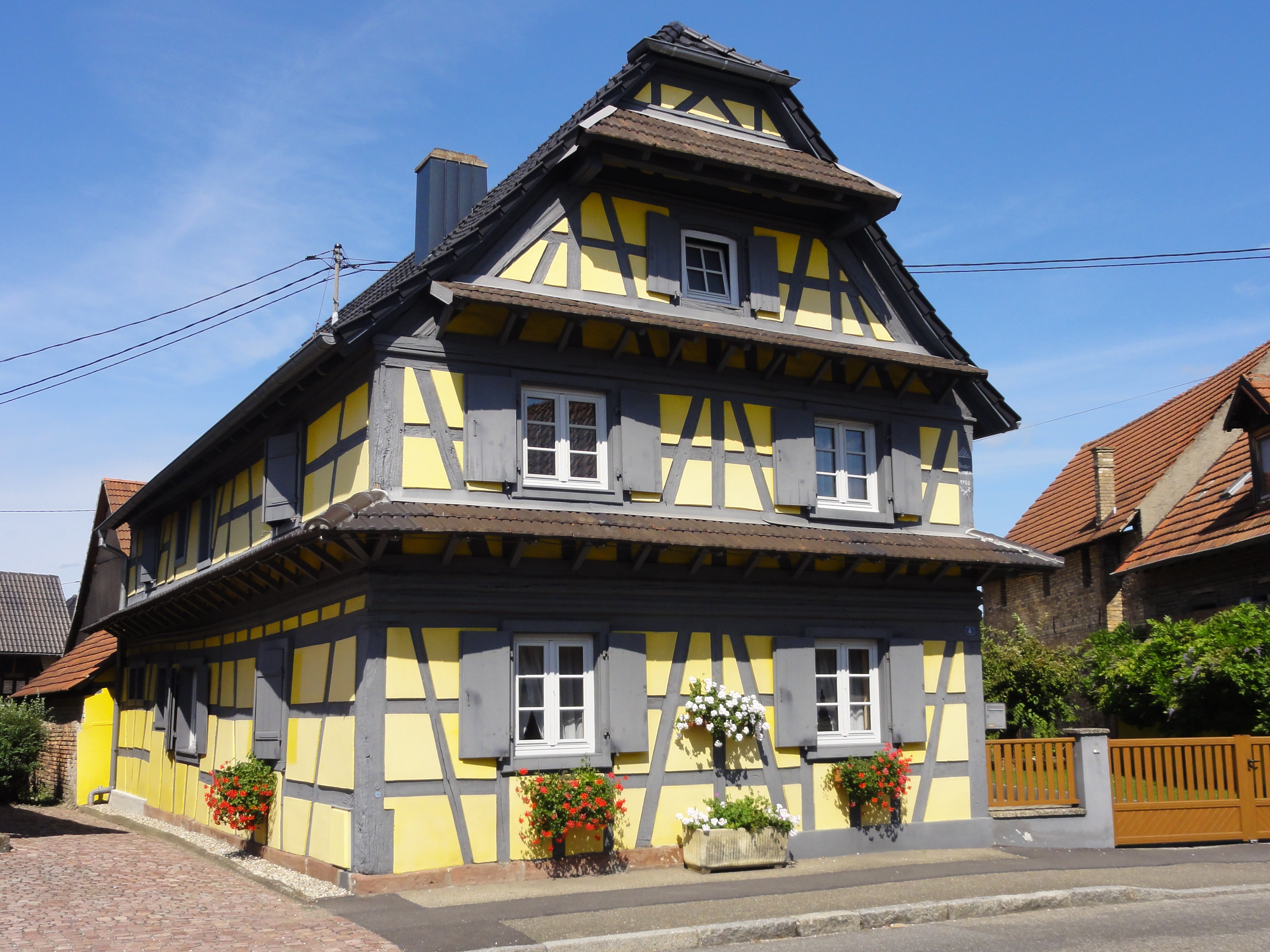
Maison (1765), 4 rue Albert-Fuchs.
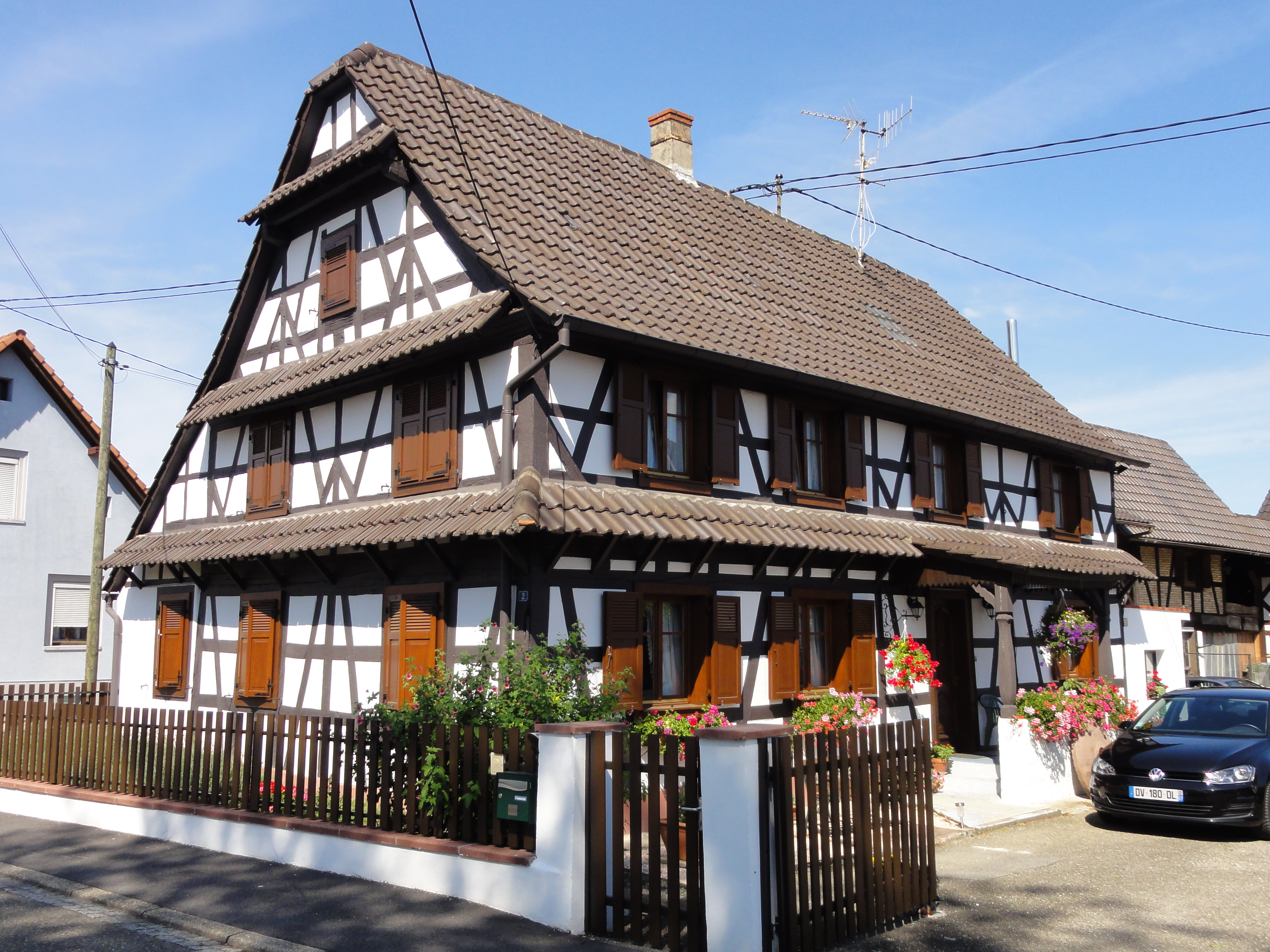
Ancienne ferme (XVIIIe -XIXe), 2 rue Frédérique-Brion.
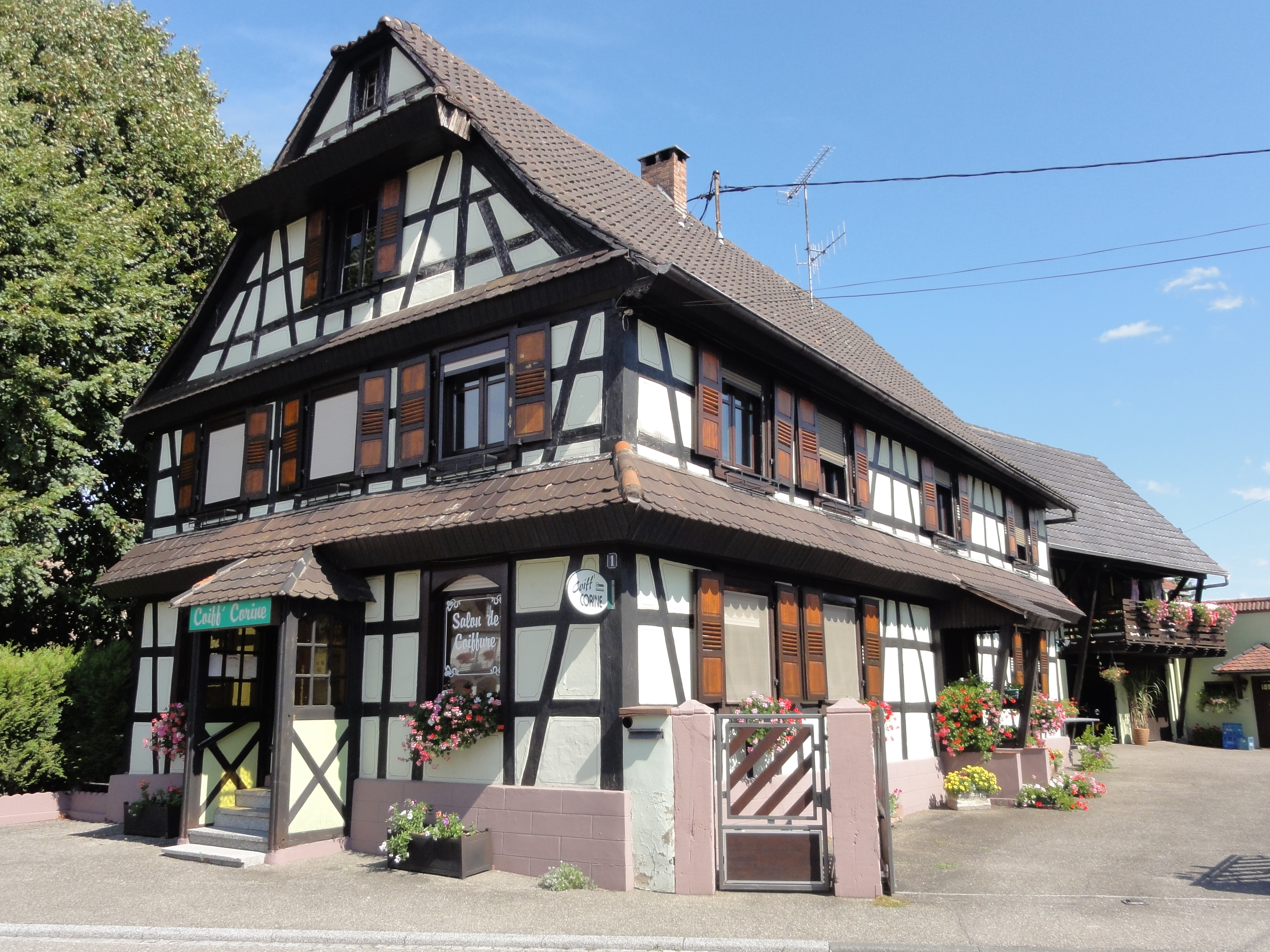
Ancienne ferme (XVIIIe -XIXe), 1 rue de la Paix.
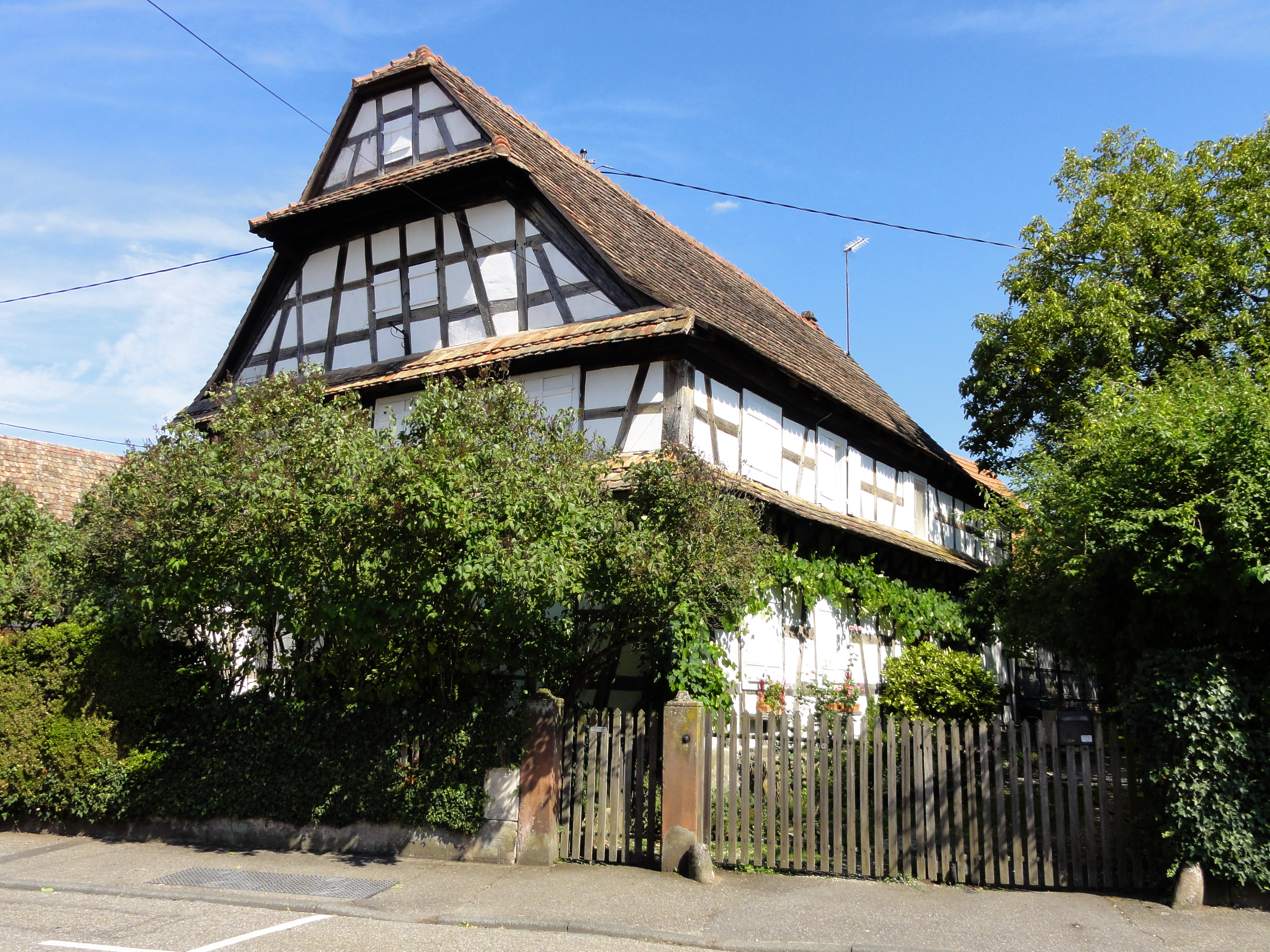
Ancienne ferme (XVIIIe), 7 rue de la Paix.

- Mémorial Goethe.

- Musée Goethe à l'auberge Au Bœuf.
- Ancien corps de garde (1820), mémorial Goethe, 3 rue Albert-Fuchs.
- Buste de Goethe
(David d'Angers, 1829).
- Maison (1765), 4 rue Albert-Fuchs.
- Ancienne ferme (XVIIIe-XIXe),
2 rue Frédérique-Brion.
- Ancienne ferme (XVIIIe-XIXe),
1 rue de la Paix.
- Ancienne ferme (XVIIIe),
7 rue de la Paix.

## Personnalités liées à la commune
- Goethe (° 1749 – † 1832), poète, romancier et dramaturge allemand.
- Frédérique Brion (° 1752 – † 1813).
- Henri Loux (° 1873 – † 1907), connu pour les illustrations de la vaisselle dite « Obernai ».
- Albert Fuchs, professeur qui a donné son nom à une rue de la commune. Il est à l'initiative du mémorial Goethe.